# Falstone
Falstone är en ort och civil parish i Storbritannien.   Den ligger i grevskapet och kommunen Northumberland i riksdelen England, i den centrala delen av landet, 400 km norr om huvudstaden London. Falstone ligger 142 meter över havet och antalet invånare är 257.
Terrängen runt Falstone är kuperad åt nordväst, men åt sydost är den platt. Falstone ligger nere i en dal. Runt Falstone är det ganska glesbefolkat, med 26 invånare per kvadratkilometer. Närmaste större samhälle är Otterburn, 17,5 km öster om Falstone. Trakten runt Falstone består i huvudsak av gräsmarker.